# 健康寿命

WHOによる、各国の平均余命（橙色）と健康寿命（緑色）

健康寿命（けんこうじゅみょう、英: Health expectancy, Healthy life expectancy，HALE）とは日常的・継続的な医療・介護に依存しないで、自分の心身で生命維持し、自立した生活ができる生存期間のこと。
各国の統計一覧については、国の健康寿命順と延命期間順リスト、世界幸福度報告を参照。

## 解説
WHOが2000年にこの概念を提唱した。平均寿命から日常的・継続的な医療・介護に依存して生きる期間を除いた期間が健康寿命になる。
平均寿命は寿命の長さを表しているが、健康寿命は日常的・継続的な医療・介護に依存しないで、自分の心身で生命維持し、自立した生活ができる生存期間を表し、健康寿命が高いほど、寿命に対する健康寿命の割合が高いほど、寿命の質が高いと評価され、結果として医療費や介護費の削減に結び付く。
世界保健機関も世界各国の政府や保健医療政策を管轄する行政機関（一般的には保健省という名称である）も、健康寿命を高め、寿命に対する健康寿命の割合を高めることを重要な政策目標にしている。

## 算定方法
- Sullivan法 （日本が採用している）
- Katz法
- Rogers法

など

## 関連文献
- 宮原洋八、竹下寿郎、『地域高齢者における運動能力と健康寿命の関連について』 理学療法学 31(3), 155-159, 2004-06-20, NAID 110003994158
- 尾島俊之、健康寿命の算定方法と日本の健康寿命の現状 『心臓』 2015年 47巻 1号 p.4-8, doi:10.11281/shinzo.47.4